# Марченко, Дмитрий Александрович
Дмитрий Александрович Марченко (укр. Дмитро Олександрович Марченко) — украинский военный деятель, генерал-майор Вооружённых сил Украины, начальник Главного управления развития и сопровождения материального обеспечения ВСУ (с сентября 2015). Участник войны на востоке Украины и отражения вторжения России на Украину (2022).

## Биография

### Довоенная жизнь
Родился 25 февраля 1978 года в городе Вознесенск Николаевской области в семье военных.
После школы пытался поступить в Одесский институт сухопутных войск, но дважды провалил вступительные экзамены, затем в ряды украинского войска попал через срочную службу в армии. В 1996 году пошел служить в инженерно-саперный полк, дислоцировавшийся в Бахчисарае. Там дослужился до звания сержант. Затем все же отучился в Одесском Институте Сухопутных войск, по окончании которого был распределен в 79-ю десантную бригаду.

### Участие в российско-украинской войне
1 марта 2014 года 79-я отдельная десантно-штурмовая бригада из Николаева выдвинулась в сторону Красноперекопска. Ночью часть дошла до Чаплинки, ожидая дальнейший приказ к входу в Крым. По личной просьбе полковника Валерия Курача, Марченко на собственном автомобиле под видом таксиста выехал с целью разведки в район Перекопского вала и Джанкойского аэродрома. При въезде на территорию полуострова было зафиксировано небольшое скопление бандформирований численностью около 10 человек. Первоначально, основываясь на этих данных, планировалось выдвижение бригады в направлении Джанкоя. Возвращаясь к части, подполковник Марченко зафиксировал большое скопление российских войск, в связи с чем операция была отменена.
Потом были поездки в Красный лиман, Солнцево, Амвросиевку.
Впоследствии были высота «Браво» и «Изваринский котёл». Проехав на БТР по границе между Украиной и Россией, Марченко сумел вывезти из окружения 5 контуженных военнослужащих, среди которых были и женщины.
По состоянию на октябрь 2014 находился в рядах «киборгов». Во время посещения подарил Президенту Украины Петру Порошенко «оберег киборгов» — игрушку «Кузю».
В 2022 году, во время полномасштабного вторжения России на Украину до 6 апреля, успешно руководил обороной Николаева.

### Начальник ГУРСМЗ
В сентябре 2015 назначен на должность начальника Главного управления развития и сопровождения материального обеспечения Вооружённых сил Украины. Планировалось, что в обязанности управления и Марченко войдут переход ВСУ на стандарты НАТО в вещевом и продовольственном обеспечении, разработка новых образцов вещевого обеспечения, создание технических условий по стандартам НАТО, контроль процесса производства и качества производимой продукции, а также контроль над тендерными закупками для армии.
3 мая 2019 года получил звание генерал-майора.
Украинские СМИ характеризовали Марченко как «одного из главных двигателей реформ в секторе материального обеспечения Вооруженных сил».
Уволился из армии 8 ноября 2024 года по состоянию здоровья.

### Интервью Борису Берёзе
27 ноября 2024 года дал интервью Бориславу Берёзе, в котором рассказал что фронт «посыпался». По его мнению, это произошло по причине нехватки личного состава и боеприпасов и проблем с управлением войсками Украины. Он также рассказал о ближайшем окружении Селидово, который был занят российскими войсками через два дня после этого.

### Судебное преследование и арест
В июне 2019 года Государственное бюро расследований в рамках расследования закупки вещевого имущества для ВСУ по завышенной цене провело ряд обысков в Главном управлении развития и сопровождения материального обеспечения ВСУ. Были проведены 40 обысков по всей Украине по местам жительства должностных лиц Министерства обороны Украины, руководителей предприятий, а также по местам расположения служебных и офисных помещений. Изъято 11 тысяч бронежилетов, документы и остальные материалы. По заявлению Романа Трубы, во время испытания из 110 бронежилетов «Корсар МЗс-1-4», закупленных в 2019 году, было пробито 79 (70 %). Они простреливаются, в частности, при намокании. Роман Труба на брифинге сказал:
Закуплено 20 тысяч бронежилетов, по предварительным данным, 3 из 5 простреливаются. Закуплено 100 тысяч комплектов военной формы по завышенным ценам. Только стоимость одного элемента одежды завышена около 10 млн гривен. Были закуплены палатки, непригодные для использования. Перечень таких непригодных вещей, закупленных для ВСУ, достаточно велик. Точные суммы ущерба узнаем после проведения экспертиз. Цинизм не в том, что государству был причинен ущерб в особо крупных размерах, это могло поставить под угрозу жизнь наших военнослужащих, людей, защищающих наше государство.Роман Труба, директор ГБР, 26 июня 2019 года
По сообщению из ВСУ, в июле баллистическая проверка подтвердила качество бронежилетов, из-за которых ГБР возбудило дело. Впоследствии стало известно, что ГБР проводило свою экспертизу бронежилетов в системе МВД.
11 ноября 2019 Печерский районный суд в рамках этого дела избрал меру пресечения Марченко — содержание под стражей 60 суток или залог в сумме 76 млн грн. В пресс-службе Минобороны арест прокомментировали так:
Вызывает удивление тот факт, что Дмитрию Марченко была избрана именно такая мера пресечения, несмотря на то, что он не скрывался и сотрудничал со следствием, является боевым офицером, участником обороны  ДАП, положительно характеризуется по службе, а также то, что судом не было взято во внимание предложение нескольких народных депутатов и Героев Украины о взятии Дмитрия на поруки.— Пресс-служба Министерства обороны, 12 ноября 2019
По данным адвоката Дмитрия Марченко, его подзащитного с нарушением законодательства поместили не на военную Гауптвахту, а в гражданский следственный изолятор, даже несмотря на то, что прокурор отмечал именно гауптвахту.

## Звания
- майор (на 04.12.2014)[22]
- подполковник
- полковник (11.05.2017)
- генерал-майор (03.05.2019)[11]

## Награды
- Орден Богдана Хмельницкого III степени (4.12.2014) — за личное мужество и героизм, проявленные в защите государственного суверенитета и территориальной целостности Украины, верность военной присяге.[22]
- Орден «За мужество» III степени (08.03.2022) — за личное мужество и самоотверженные действия, проявленные в защите государственного суверенитета и территориальной целостности Украины, верность военной присяге.[23]
- 21 апреля 2017 года решением Вознесенского городского совета был удостоен звания Почётного гражданина города Вознесенска[24].